# Рыцарева, Марина Григорьевна
Марина Григорьевна Рыцарева (англ. Marina Ritzarev; род. 16 апреля 1946, Ленинград) — российский и израильский музыковед, специалист по истории русской музыки. Доктор искусствоведения (1989).
Окончила Ленинградскую консерваторию (1969), там же в 1973 году защитила кандидатскую диссертацию «О стиле хоровых сочинений Д. С. Бортнянского». В 1989 г. в Киевской консерватории защитила докторскую диссертацию «Российский хоровой концерт второй половины XVIII века: проблемы эволюции стиля». Работала в Библиотеке имени Ленина, в Музее музыкальной культуры имени Глинки, в Центре музыкальной информации при Союзе композиторов СССР. C 1990 г. в Израиле, профессор Бар-Иланского университета.
Большинство работ Рыцаревой посвящено русской музыке XVIII века. Ею опубликованы монографии о жизни и творчестве Дмитрия Бортнянского (1979, второе издание 2015) и Максима Березовского (1983, второе издание 2013), «Духовный концерт в России второй половины XVIII века» (2006). Первым подступом к обобщающему исследованию стала книга Рыцаревой «Русская музыка XVIII века» (1987), вышедшая в библиотечке общества «Знание»; в конечном итоге под таким же названием был опубликован на английском языке фундаментальный труд (англ. Eighteenth-Century Russian Music; 2006, второе издание 2016) — в этой книге Рыцарева подробно рассматривает, в частности, процесс секуляризации русской музыки и вклад приглашённых итальянских и других европейских музыкантов в её становление. Шестой симфонии Петра Чайковского посвящена книга Рыцаревой «Патетическая симфония Чайковского и русская культура» (англ. Tchaikovsky’s Pathétique and Russian Culture; 2014). Кроме того, ей принадлежит монография о современном русском композиторе Сергее Слонимском (1991). Для детской аудитории Рыцарева написала популярную энциклопедию «Музыка и я» (1998).